# Gorazd (imię)
Gorazd, Gorazdo – imię męskie pochodzenia słowiańskiego, od przymiotnika gorazdy (ps. *gorazdъ) "zręczny, szczęśliwy".
Osoby noszące to imię:
- Gorazd – książę Karantanii, panujący ok. 749–751.
- Św. Gorazd – biskup pannońsko-morawski, metropolita na Morawach (przełom IX–X wieku) - święty prawosławny, uczeń św. Metodego.
- Św. Gorazd II, właśc. Matěj Pavlík (1879–1942) – biskup prawosławny Czechosłowacji, męczennik reżimu nazistowskiego, święty prawosławny.
- Gorazd Štangelj – słoweński kolarz szosowy.
- Gorazd Robnik(inne języki) – słoweński skoczek narciarski.

Miejscowości pochodzące od imienia:
- Górażdże, (niem.) Goradze